# Andrea Appiani il Giovane
Andrea Appiani, il Giovane (Milano, 1817 – Milano, 18 dicembre 1865), è stato un pittore italiano.

## Biografia
Nipote del più celebre Andrea Appiani, pittore di Napoleone in Italia, intraprese come il nonno la carriera nel campo dell'arte e studiò dapprima a Roma con Tommaso Minardi e poi fu allievo a Milano di Francesco Hayez. Fu incaricato degli affreschi della chiesa parrocchiale di Bolbeno, mentre per la società milanese si dedicò prevalentemente a quadri a soggetto storico.

## Opere
- Ritrovamento di Mosè, 1837, olio su tela, 228 x 163 cm, Accademia di belle arti di Brera[1]
- Bianca Capello abbandona la casa paterna, olio su tela, 144,5  x 200 cm, Pinacoteca Tosio Martinengo[2]
- La cospiratrice, olio su tela, Museo del Risorgimento
- Sant'Anna con la Vergine bambina, 1846, olio su tela, 98 x 113 cm, Asilo di Sant'Anna [3]
- Ritratto di Luigi Porro Lambertenghi,1850 ca, olio su tela, Galleria d'arte moderna
- Ritratto di Luigi Abbondio Ferrario, olio su tela, Quadreria dell'Ospedale Maggiore di Milano
- Fuga di Bianca Capello da Venezia, 1846, acquaforte
- Petrarca che induce il pittore Simon Menni a ritrarre furtivamente madonna Laura, 1853, incisione
- Affreschi della chiesa parrocchiale di Bolbeno (in collaborazione con Nicola Consoni):
  - L’immacolata concezione di Maria
  - L’Ascensione di Cristo
  - Il trionfo della Fede
  - l’Apparizione di Cristo nel Cenacolo